# NASCAR Sprint Cup Series de 2010
A Temporada da NASCAR Sprint Cup Series de 2010 foi a 62º edição da Nascar, com 36 etapas disputadas o campeão foi Jimmie Johnson.

## Calendário
| N.                         | Data   | Corrida                                  | Circuito                        | Vencedor           | Segundo            | Terceiro           |
| 1                          | 14-feb | Daytona 500                              | Daytona International Speedway  | Jamie McMurray     | Dale Earnhardt Jr. | Greg Biffle        |
| 2                          | 21-feb | Auto Club 500                            | Auto Club Speedway              | Jimmie Johnson     | Kevin Harvick      | Jeff Burton        |
| 3                          | 28-apr | Shelby American                          | Las Vegas Motor Speedway        | Jimmie Johnson     | Kevin Harvick      | Jeff Gordon        |
| 4                          | 7-mrt  | Kobalt Tools 500                         | Atlanta Motor Speedway          | Kurt Busch         | Matt Kenseth       | Juan Pablo Montoya |
| 5                          | 21-mrt | Food City 500                            | Bristol Motor Speedway          | Jimmie Johnson     | Tony Stewart       | Kurt Busch         |
| 6                          | 29-mrt | Goody's Fast Pain Relief 500             | Martinsville Speedway           | Denny Hamlin       | Joey Logano        | Jeff Gordon        |
| 7                          | 10-apr | Subway Fresh Fit 600                     | Phoenix International Raceway   | Ryan Newman        | Jeff Gordon        | Jimmie Johnson     |
| 8                          | 18-apr | Samsung Mobile 500                       | Texas Motor Speedway            | Denny Hamlin       | Jimmie Johnson     | Kyle Busch         |
| 9                          | 25-apr | Aaron's 499                              | Talladega Superspeedway         | Kevin Harvick      | Jamie McMurray     | Juan Pablo Montoya |
| 10                         | 1-mei  | Crown Royal 400                          | Richmond International Raceway  | Kyle Busch         | Jeff Gordon        | Kevin Harvick      |
| 11                         | 8-mei  | Southern 500                             | Darlington Raceway              | Denny Hamlin       | Jamie McMurray     | Kurt Busch         |
| 12                         | 16-mei | Autism Speaks 400                        | Dover International Speedway    | Kyle Busch         | Jeff Burton        | Matt Kenseth       |
| 13                         | 30-mei | Coca-Cola 600                            | Charlotte Motor Speedway        | Kurt Busch         | Jamie McMurray     | Kyle Busch         |
| 14                         | 6-jun  | Gillette Fusion ProGlide 500             | Pocono Raceway                  | Denny Hamlin       | Kyle Busch         | Tony Stewart       |
| 15                         | 13-jun | Heluva Good! Sour Cream Dips 400         | Michigan International Speedway | Denny Hamlin       | Kasey Kahne        | Kurt Busch         |
| 16                         | 20-jun | Toyota/Save Mart 350                     | Infineon Raceway                | Jimmie Johnson     | Robby Gordon       | Kevin Harvick      |
| 17                         | 27-jun | Lenox Industrial Tools 301               | New Hampshire Motor Speedway    | Jimmie Johnson     | Tony Stewart       | Kurt Busch         |
| 18                         | 3-jul  | Coke Zero 400                            | Daytona International Speedway  | Kevin Harvick      | Kasey Kahne        | Jeff Gordon        |
| 19                         | 10-jul | LifeLock.com 400                         | Chicagoland Speedway            | David Reutimann    | Carl Edwards       | Jeff Gordon        |
| 20                         | 25-jul | Brickyard 400                            | Indianapolis Motor Speedway     | Jamie McMurray     | Kevin Harvick      | Greg Biffle        |
| 21                         | 1-aug  | Pennsylvania 500                         | Pocono Raceway                  | Greg Biffle        | Tony Stewart       | Carl Edwards       |
| 22                         | 8-aug  | Heluva Good! Sour Cream Dips at The Glen | Watkins Glen International      | Juan Pablo Montoya | Kurt Busch         | Marcos Ambrose     |
| 23                         | 15-aug | Pure Michigan 400                        | Michigan International Speedway | Kevin Harvick      | Denny Hamlin       | Carl Edwards       |
| 24                         | 21-aug | Irwin Tools Night Race                   | Bristol Motor Speedway          | Kyle Busch         | David Reutimann    | Jamie McMurray     |
| 25                         | 5-sep  | Emory Healthcare 500                     | Atlanta Motor Speedway          | Tony Stewart       | Carl Edwards       | Jimmie Johnson     |
| 26                         | 11-sep | Air Guard 400                            | Richmond International Raceway  | Denny Hamlin       | Kyle Busch         | Jimmie Johnson     |
| Chase for the Championship |        |                                          |                                 |                    |                    |                    |
| 27                         | 19-sep | Sylvania 300                             | New Hampshire Motor Speedway    | Clint Bowyer       | Denny Hamlin       | Jamie McMurray     |
| 28                         | 26-sep | AAA 400                                  | Dover International Speedway    | Jimmie Johnson     | Jeff Burton        | Joey Logano        |
| 29                         | 3-okt  | Price Chopper 400                        | Kansas Speedway                 | Greg Biffle        | Jimmie Johnson     | Kevin Harvick      |
| 30                         | 10-okt | Pepsi Max 400                            | Auto Club Speedway              | Tony Stewart       | Clint Bowyer       | Jimmie Johnson     |
| 31                         | 16-okt | Bank of America 500                      | Charlotte Motor Speedway        | Jamie McMurray     | Kyle Busch         | Jimmie Johnson     |
| 32                         | 24-okt | TUMS Fast Relief 500                     | Martinsville Speedway           | Denny Hamlin       | Mark Martin        | Kevin Harvick      |
| 33                         | 31-okt | AMP Energy 500                           | Talladega Superspeedway         | Clint Bowyer       | Kevin Harvick      | Juan Pablo Montoya |
| 34                         | 7-nov  | AAA Texas 500                            | Texas Motor Speedway            | Denny Hamlin       | Matt Kenseth       | Mark Martin        |
| 35                         | 14-nov | Kobalt Tools 500                         | Phoenix International Raceway   | Carl Edwards       | Ryan Newman        | Joey Logano        |
| 36                         | 21-nov | Ford 400                                 | Homestead-Miami Speedway        | Carl Edwards       | Jimmie Johnson     | Kevin Harvick      |

## Classificação final - Top 12

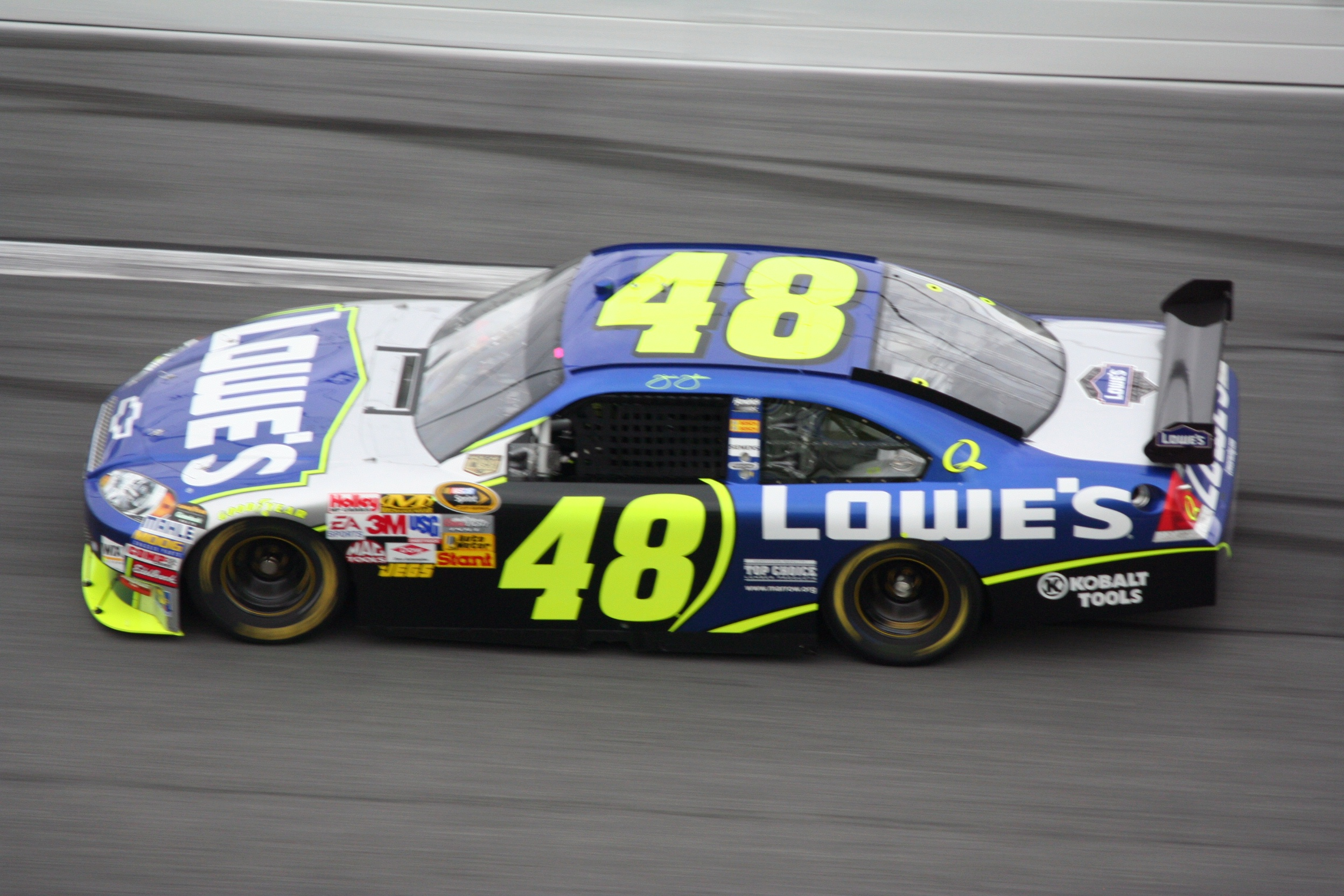
Jimmie Johnson com seu Chevrolet Impala.

|    | Piloto         | Time                     | Auto      | V | Pts  |
| -- | -------------- | ------------------------ | --------- | - | ---- |
| 1  | Jimmie Johnson | Hendrick Motorsports     | Chevrolet | 6 | 6622 |
| 2  | Denny Hamlin   | Joe Gibbs Racing         | Toyota    | 8 | 6583 |
| 3  | Kevin Harvick  | Richard Childress Racing | Chevrolet | 3 | 6581 |
| 4  | Carl Edwards   | Roush Fenway Racing      | Ford      | 2 | 6393 |
| 5  | Matt Kenseth   | Roush Fenway Racing      | Ford      | 0 | 6294 |
| 6  | Greg Biffle    | Roush Fenway Racing      | Ford      | 2 | 6247 |
| 7  | Tony Stewart   | Stewart Haas Racing      | Chevrolet | 2 | 6221 |
| 8  | Kyle Busch     | Joe Gibbs Racing         | Toyota    | 3 | 6182 |
| 9  | Jeff Gordon    | Hendrick Motorsports     | Chevrolet | 0 | 6176 |
| 10 | Clint Bowyer   | Richard Childress Racing | Chevrolet | 2 | 6155 |
| 11 | Kurt Busch     | Penske Racing            | Dodge     | 2 | 6142 |
| 12 | Jeff Burton    | Richard Childress Racing | Chevrolet | 0 | 6033 |